# Astronomski Centar Salona
Astronomski Centar Salona (ACS) je znanstveno - istraživačko društvo koje svojim uspješnim projektima privlači sve više mladih. Osnovan je 2008. godine s idejom organiziranja aktivnosti usmjerenih općem prihvaćanju i širenju spoznaje iz područja astronomije, obrazovanja mladeži za korištenje astronomske opreme, poticanja mladih na istraživački i znanstveni rad te okupljanja svih zainteresiranih za područje astronomije i zaštitu neba od svjetlosnog onečišćenja. Članovi ACS-a su višestruki državni prvaci u astronomiji te sudionici raznih nacionalnih i međunarodnih natjecanja. 

## Aktivnosti

#### Međunarodna godina astronomije 2009
UNESCO i Međunarodni astronomski savez (IAU) proglasili su 2009. godinu Međunarodnom godinom astronomije i tim povodom ACS izlazi u javnost s projektom "100 sati astronomije u Solinu". Kroz tri dana na području Solina i okolice su se održala javna, dnevna i noćna, astronomska promatranja, radionice za sve uzraste s različitom astronomskom tematikom, astronomskih predavanja poznatih znanstvenika i astronoma s PMF-a, Astronomske sekcije - Fizikalnog društva Split i ACS-a. Također u Domu kulture Zvonimir u Solinu je postavljena izložba astrofotografija i astronomskih skica poznatih hrvatskih astronoma amatera, izložba "Svjetlosno onečišćenje u našem mistu" u organizaciji Astronomske sekcije - FDST te izložba učeničkih radova na temu svemira. Uspješnim provođenjem projekta "100 sati astronomije u Solinu", u Solinu, Splitu, Omišu i Podstrani, ACS zajedno s Astronomskom sekcijom - FDST provodi još jedan uspješan projekt, sličnog sadržaja, pod nazivom "Galilejeve noći".

#### Program popularizacije astronomije
- 100 sati astronomije u Solinu
- Mjesec hrvatske knjige 2009. i 2010.
- Ljetne i zimske škole astronomije
- Festival znanosti
- Galilejeve noći
- Hrvatska meteorska mreža
- Mala škola astronomije (Doprinos razvoju društvene zajednice - CEMEX)
- Javna promatranja

## Vanjske poveznice
- Astronomski Centar Salona - Službene stranice  Arhivirana inačica izvorne stranice od 24. studenoga 2020. (Wayback Machine)
- Astronomska sekcija - Fizikalno društvo Split  Arhivirana inačica izvorne stranice od 5. rujna 2011. (Wayback Machine)
- DeepSkyPedia  Arhivirana inačica izvorne stranice od 29. kolovoza 2011. (Wayback Machine)
- Hrvatska meteorska mreža - HMM  Arhivirana inačica izvorne stranice od 25. siječnja 2012. (Wayback Machine)